# Warnant (Luik)
Warnant is een dorp in de Belgische provincie Luik. Warnant is een deel van Warnant-Dreye, een deelgemeente van Villers-le-Bouillet.

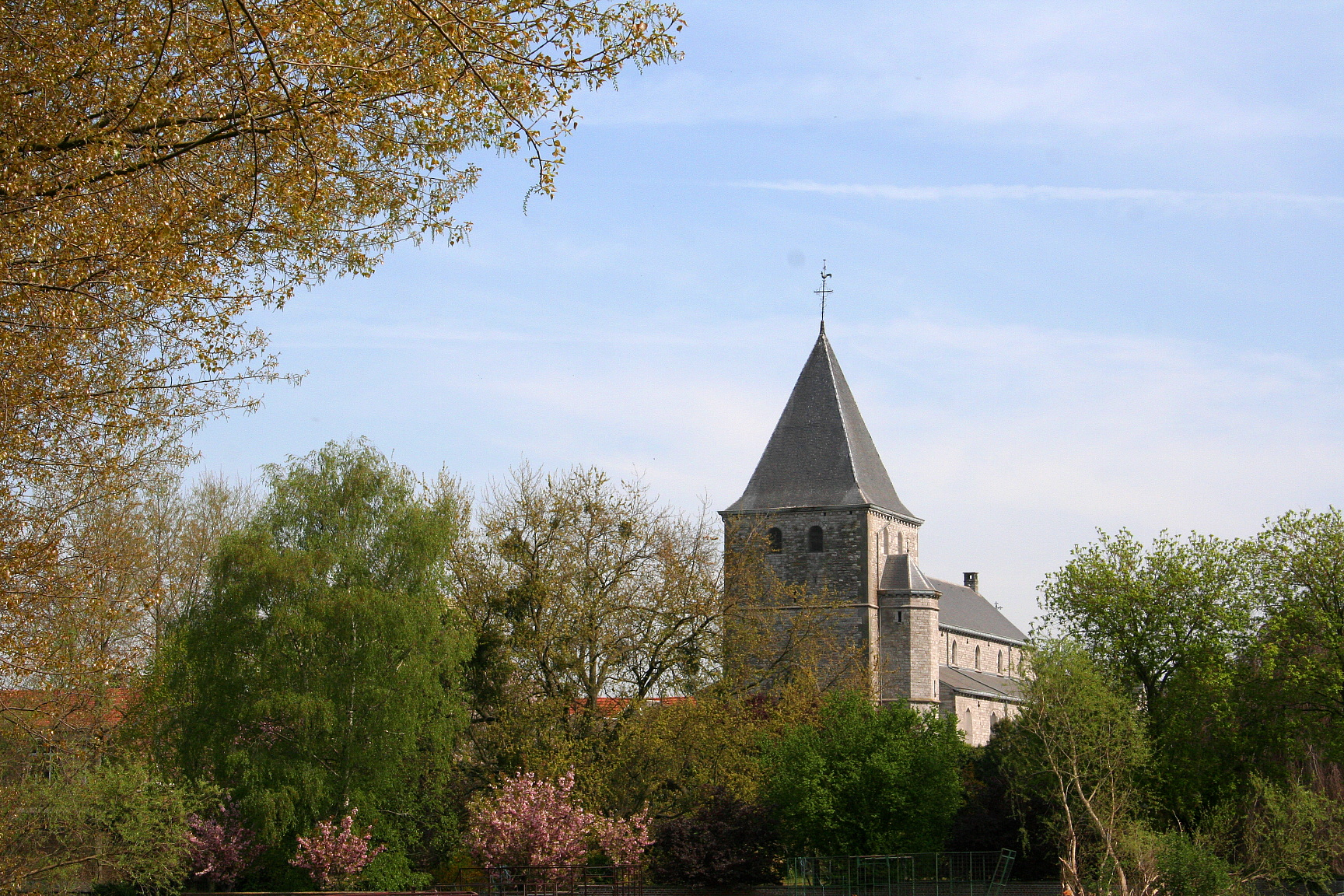
Centrum met Église Saint-Rémy

## Geschiedenis
Op de Ferrariskaart uit de jaren 1770 is de plaats weergegeven als het dorp Warnont, met ten westen het Chateau Autremont (Kasteel van Oultremont). Op het eind van het ancien régime werd Warnant een gemeente. In 1823 werd de gemeente samengevoegd met de gemeente Dreye in de nieuwe gemeente Warnant-Dreye.

## Bezienswaardigheden

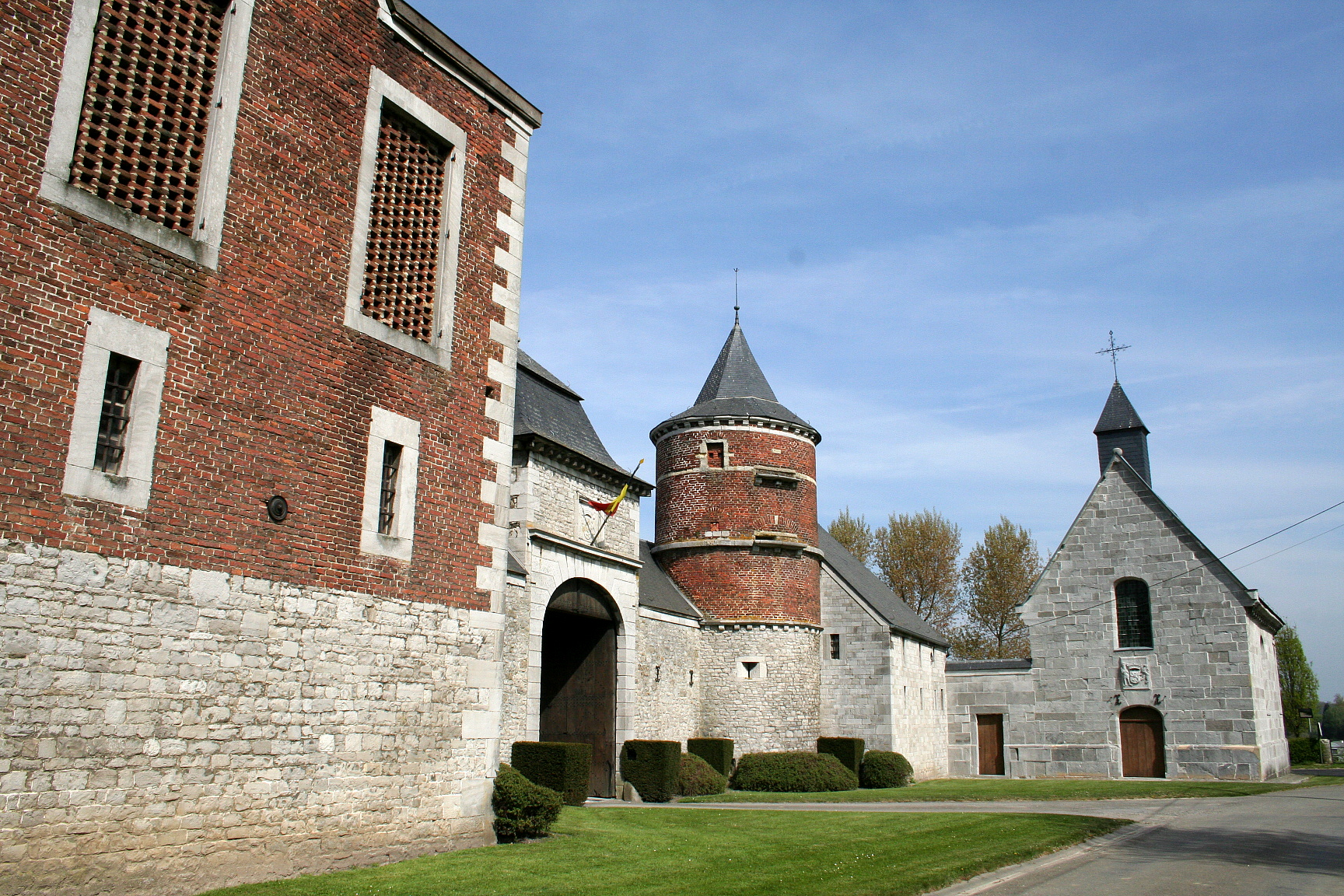
Kasteel en kapel

- De Sint-Remigiuskerk (Église Saint-Rémy) werd omstreeks 1581 herbouwd. Uit die tijd dateren de toren en onderdelen van het schip. In 1898-1902 werd een nieuw koor gebouwd en werd de gevelbekleding vernieuwd.
- Het Kasteel van Oultremont
- De Tumulus van Oultremont (Tombe d'Oultremont) uit de 2e eeuw.

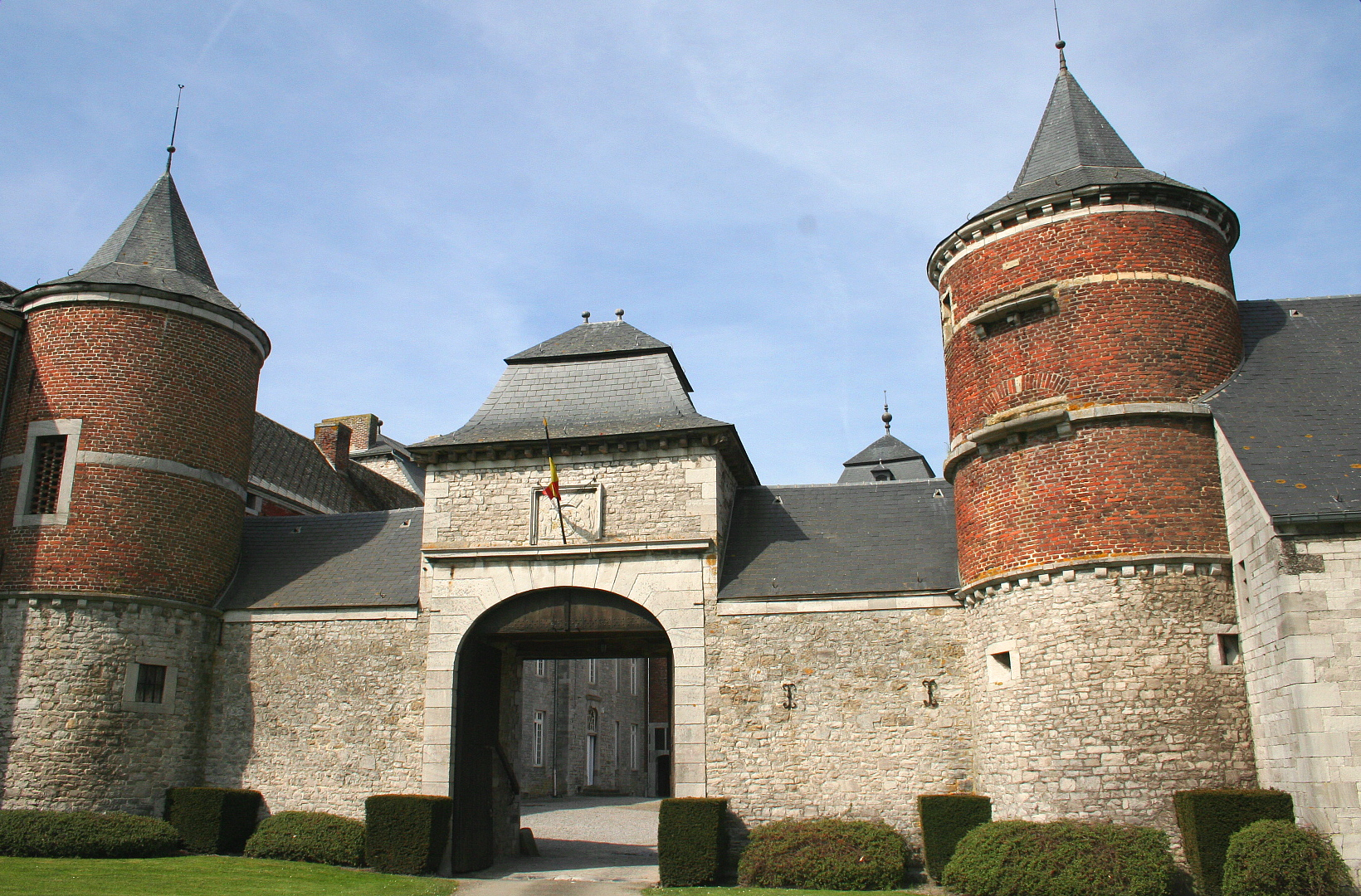
Kasteel van Oultremont
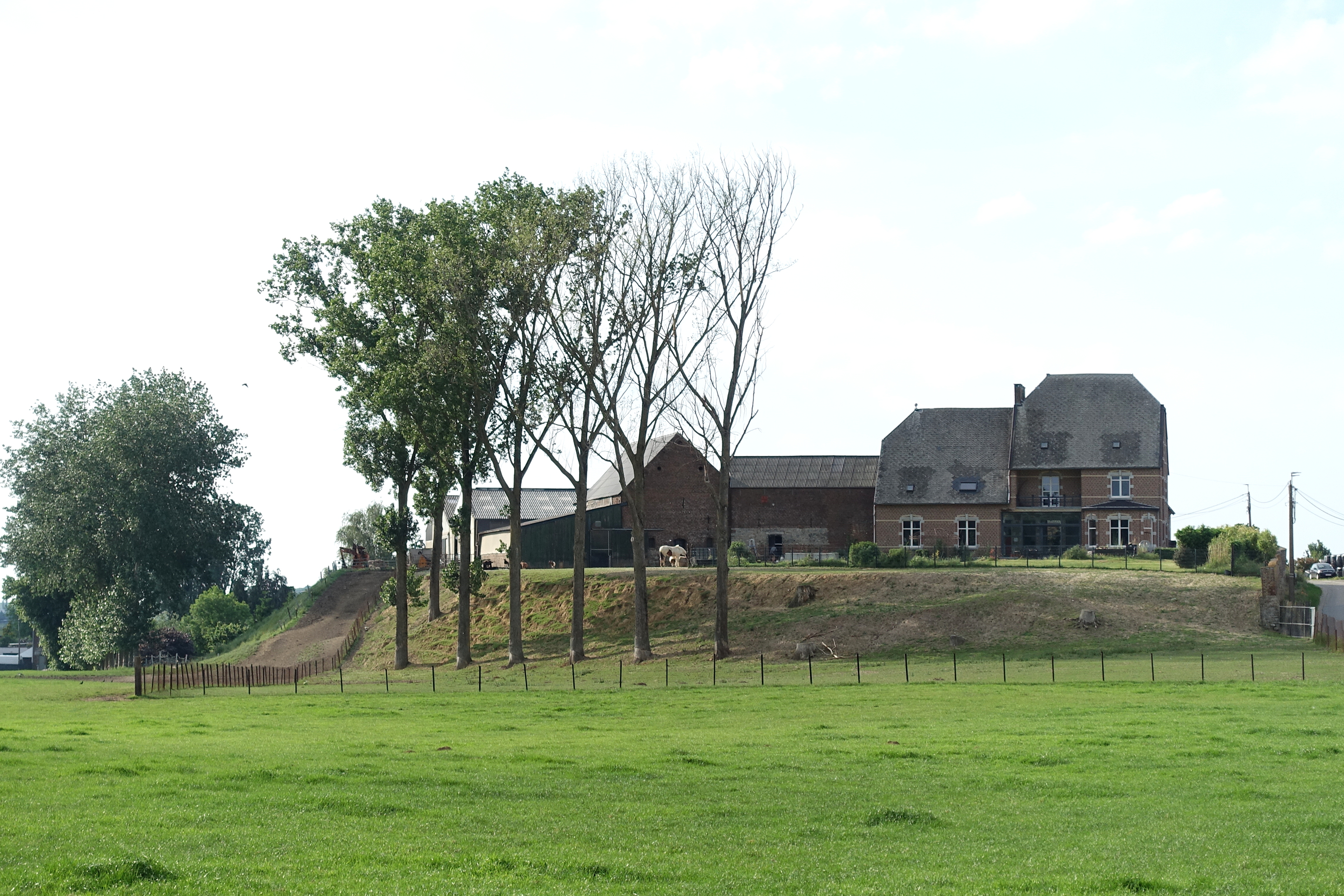
Ferme de Montjoie of des Burettes:  voormalig versterkt eigendom van de Tempeliers op een motte
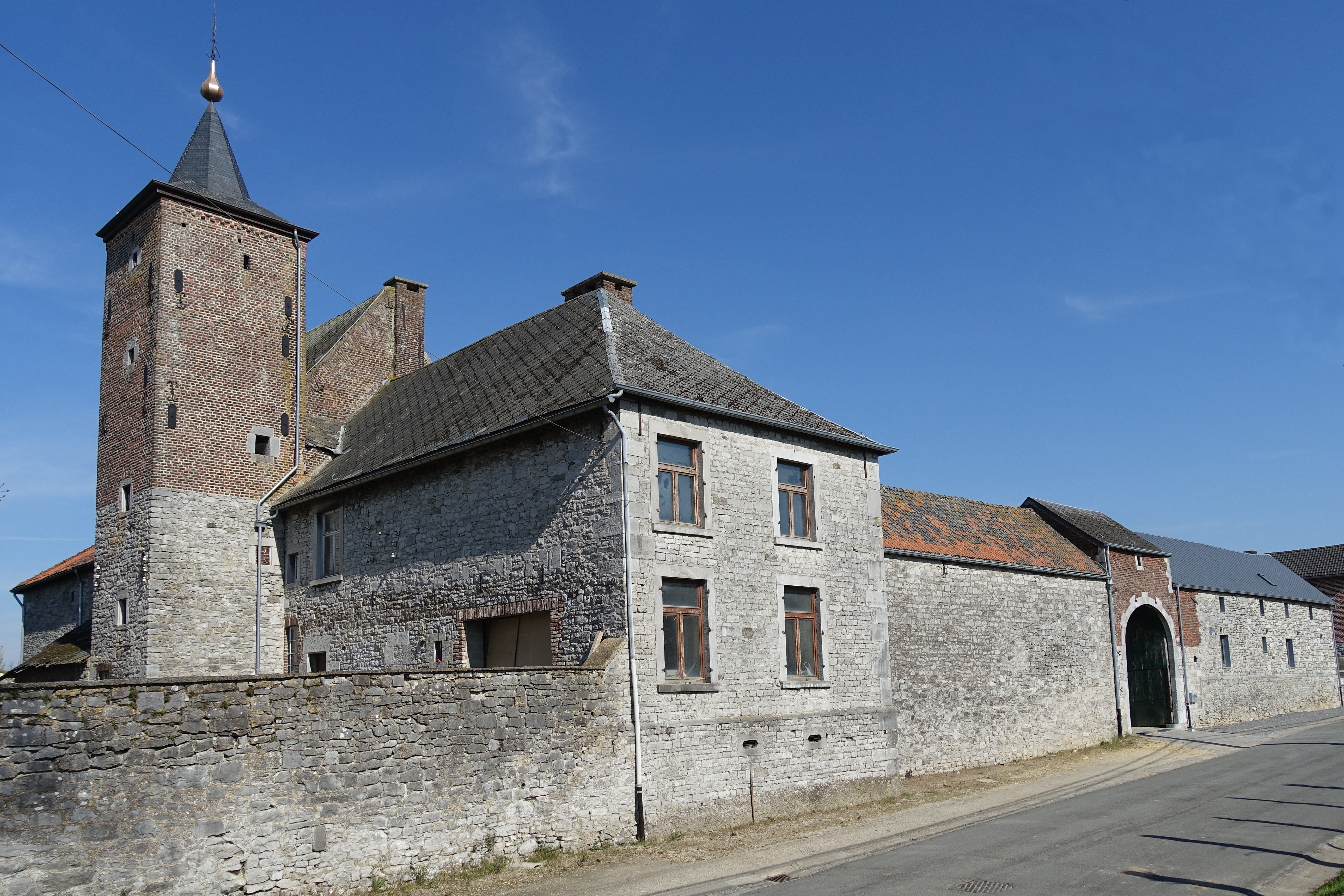
Ferme de la Tour
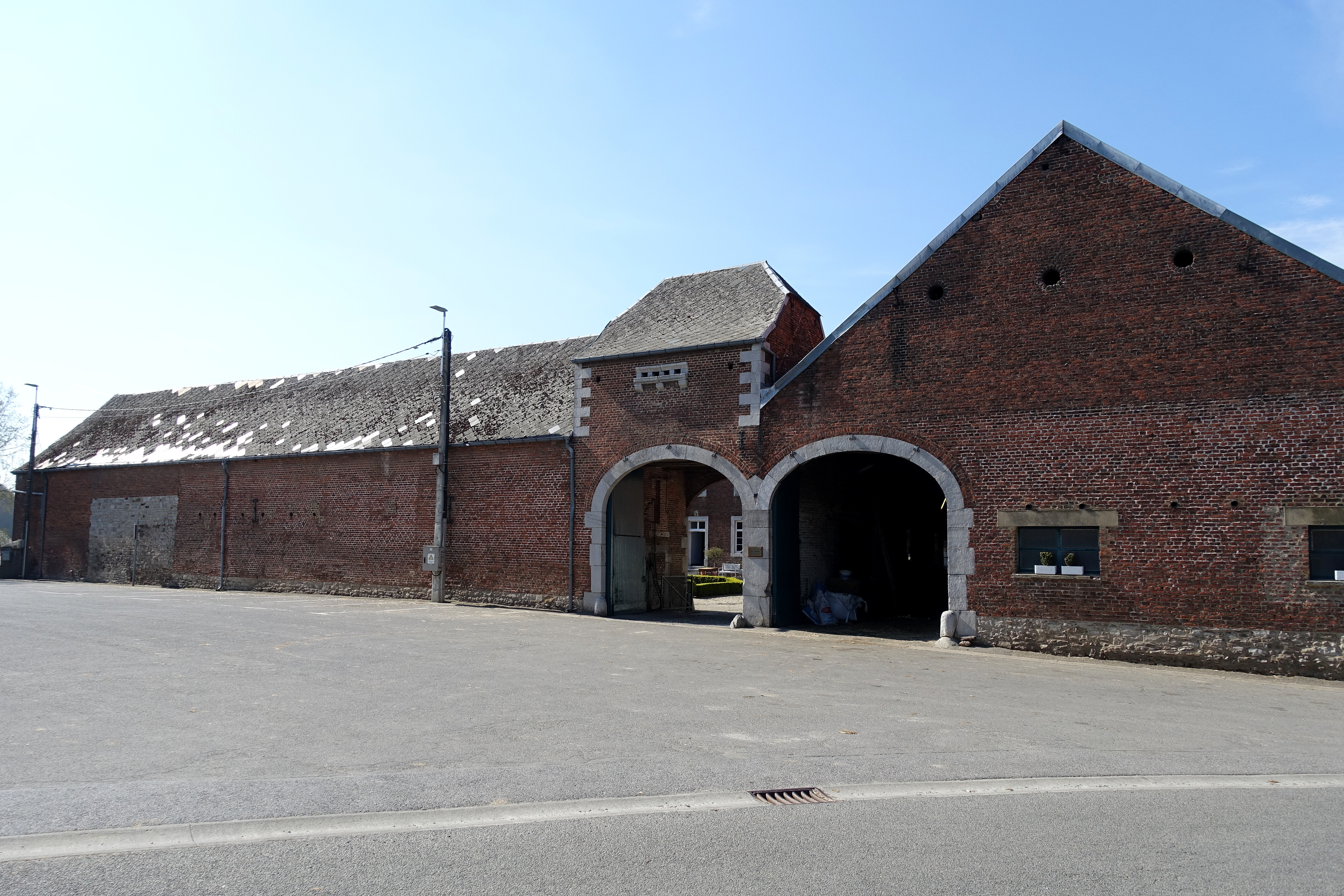
Ferme de Waha
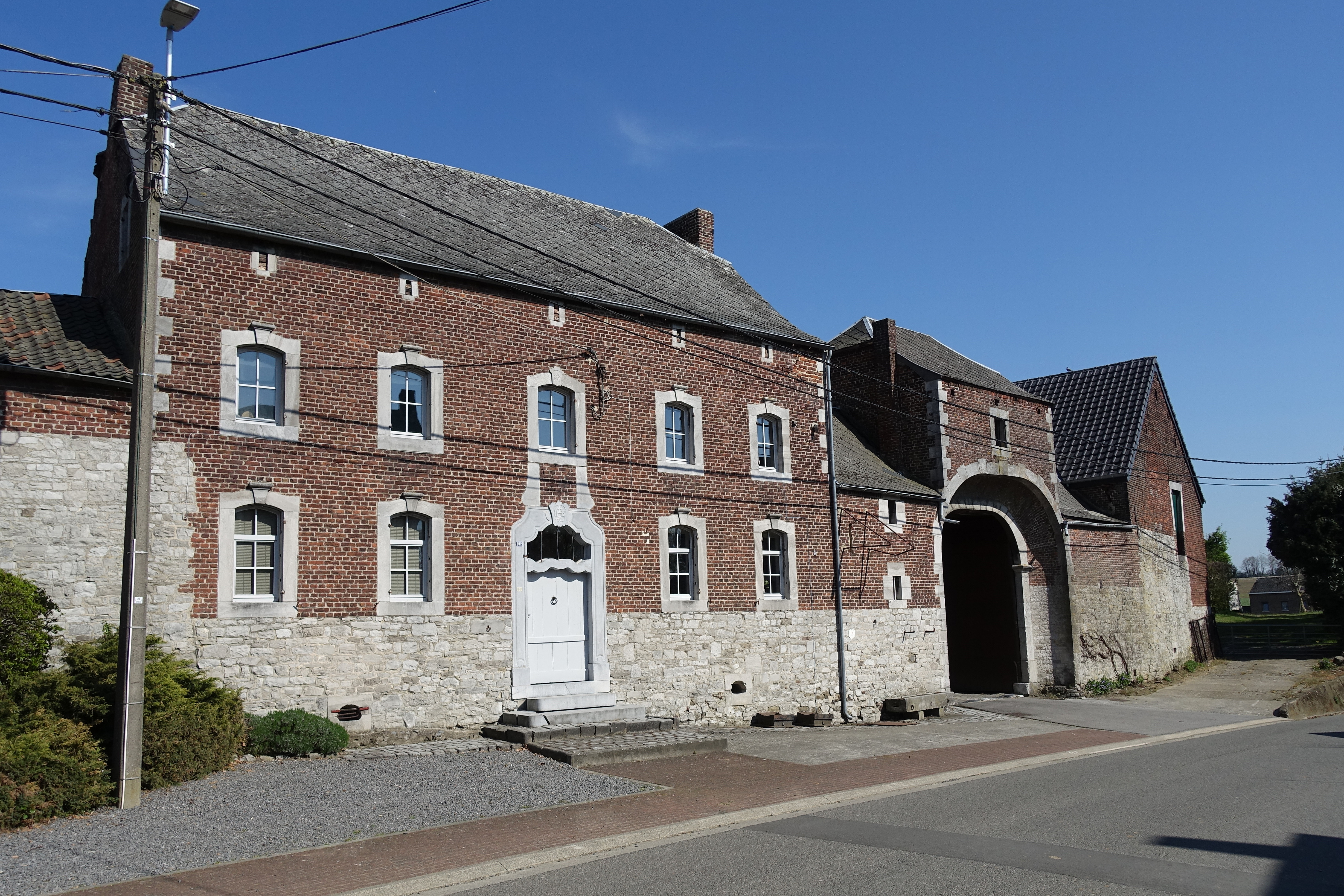
Ferme du Vieux Château

## Natuur en landschap
Warnant ligt aan de Ruisseau d'Étangs. De hoogte aan de kerk bedraagt 170 meter.

## Verkeer en vervoer
Ten zuiden van Warnant loopt de snelweg A15/E42.

## Nabijgelegen kernen
Dreye, Vaux-et-Borset, Fize-Fontaine, Fumal, Villers-le-Bouillet